# Somogyvár
Somogyvár é um município da Hungria, situado no condado de Somogy. Tem 52,99 km² de área e sua população em 2019 foi estimada em 1.756 habitantes.